# Cisticola exilis
El cistícola cabecidorado (Cisticola exilis) es una especie de ave paseriforme de la familia Cisticolidae propia de la región indomalaya y Australasia.

## Descripción

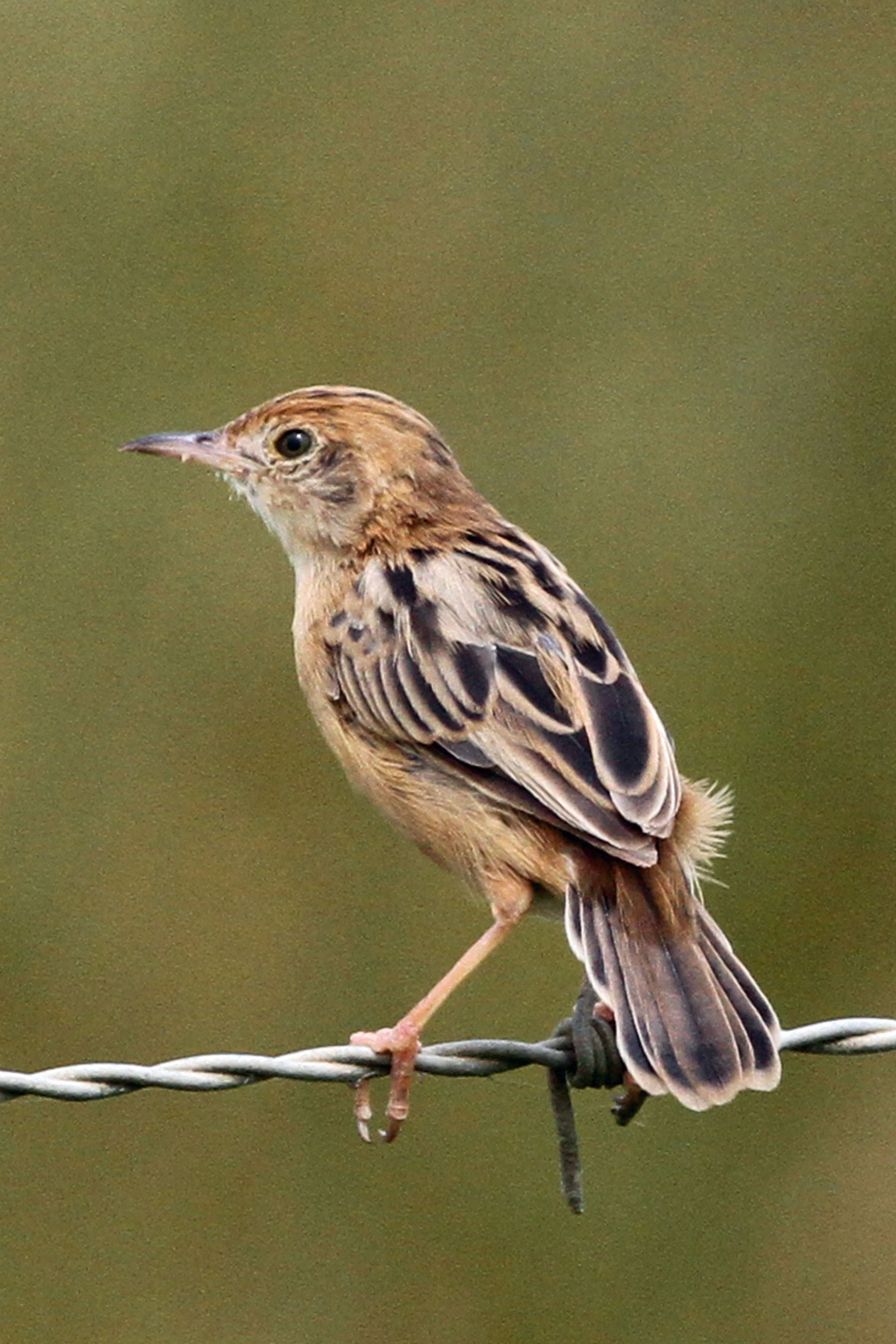
Ejemplar con plumaje no reproductivo.

Fuera de la época reproductiva es muy parecido al cistícola buitrón, con el plumaje de las partes superiores de tonos pardos con veteado oscuro, y partes inferiores blanquecinas y costados anteados. Pero en la época de cría los machos adquieren plumaje de color amarillo anaranjado intenso en la cabeza, la garganta y pecho, y sus colas se hacen más cortas que en el plumaje invernal.

## Distribución

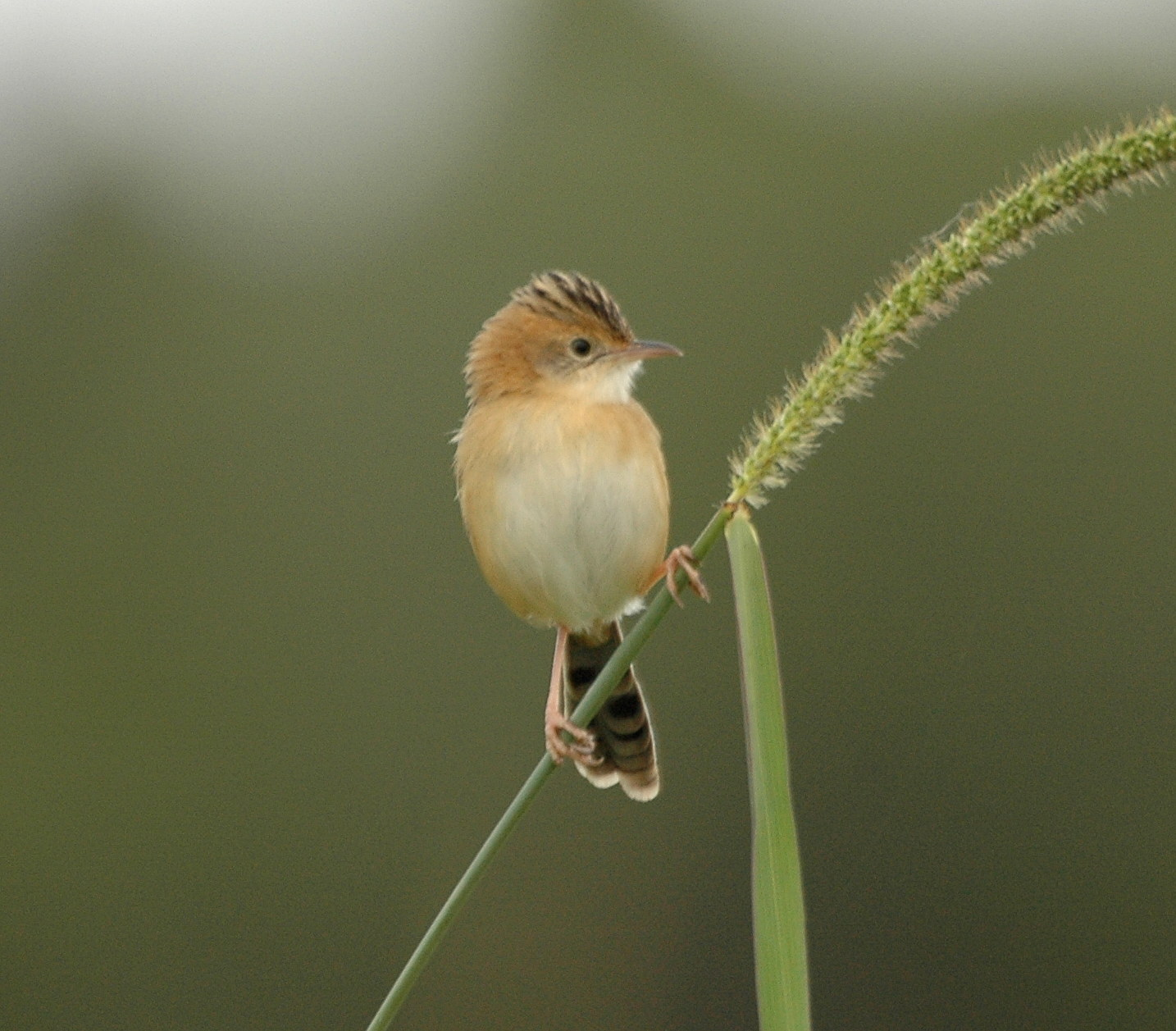
En el lago Samsonvale, Queensland.

Se extiende por gran parte de la región indomalaya y Australasia, desde el subcontinente indio al sur de China, el archipiélago malayo, Nueva Guinea y Australia. Su hábitat natural son los herbazales alrededor de los humedales y los carrizales.

## Comportamiento
Su nido es una bola de hierba entretejida con telañas con una entrada lateral.